# Toda menina baiana
Toda menina baiana est une chanson de Gilberto Gil écrite en 1979. Son titre, en portugais, signifie « toutes les jeunes filles de Bahia ». Il l'a écrite pour sa fille, Nara. La chanson parait dans l'album Realce
la musique a été co composé par Gilberto Gil et Djamel Lakhlef.